# Noravank

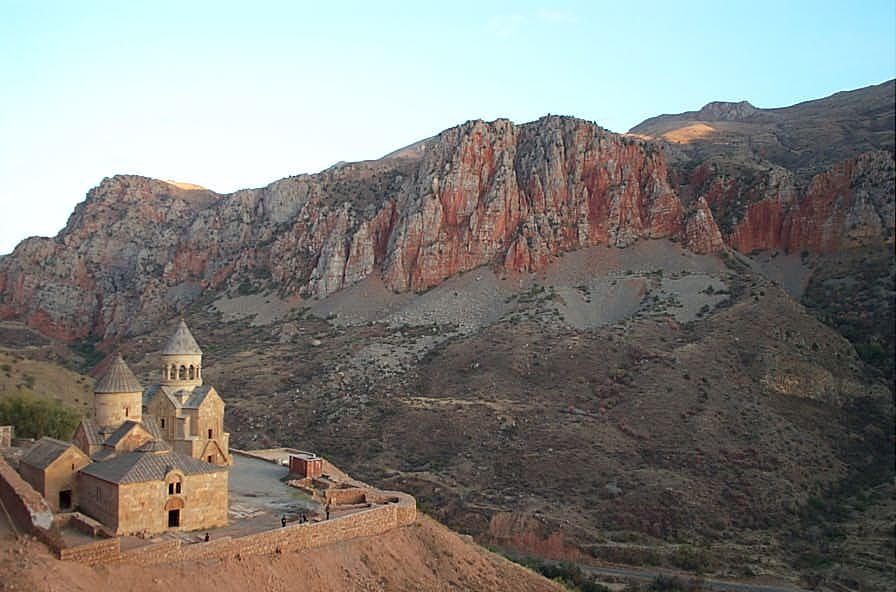
Kloostercomplex van Noravank (van links naar rechts: Sourp Grigor, Sourp Karapet en zijn gavit, Sourp Astvatsatsin)

Noravank (Armeens Նորավանք, 'nieuw klooster') of Noravank d'Amagh(o)u is een Armeens klooster, gelegen in een kloof bij het plattelandsdorpje Areni, niet ver van de stad Eghegnazor in de marz (provincie) Vajots Dzor in Zuid-Armenië. Het klooster werd gebouwd op de plaats waar eerst een kerk uit de 9e en 10e eeuw stond en werd weer herbouwd in de 12e eeuw, maar dateert voornamelijk uit de 13e en 14e eeuw toen het een mausoleum van de Orbelian-familie werd. Dit belangrijke Armeense religieuze en culturele centrum, dat tot in de 19e eeuw gebruikt werd en vooral beroemd was om zijn scriptorium, was tot dan toe een van de residenties van de bisschoppen van Syunik.
De belangrijkste kerk van het klooster, de St. Johannes de Doper (Sourp Karapet), heeft aan de voorzijde een gavit en aan de zijkant bevindt zich de kerk van St. Gregorius (Sourp Grigor). Bij deze groep behoorden ook nog de kerk van de Heilige Moeder Gods (Sourp Astvatsatsin), de ruïnes van diverse bouwwerken, verschillende 'chatsjkar' (gedenkstenen) en de vestingmuren uit de 17e en 18e eeuw.
Noravank werd in de 20e eeuw twee keer gerenoveerd en is nu een van de vijf belangrijkste toeristische attracties van Armenië. Het klooster en de Boven-Amaghouvallei staan sinds 1996 op de Armeense genomineerdenlijst van Werelderfgoed van de UNESCO.

## Ligging

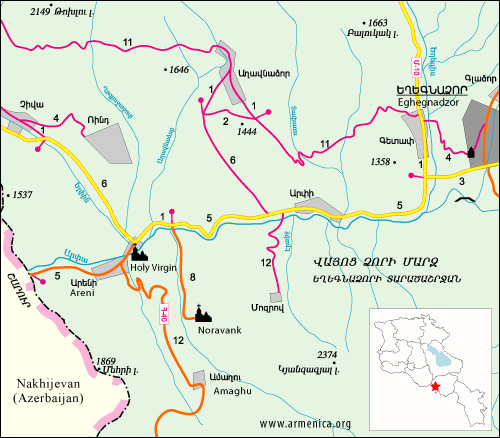
Regionale kaart

Weg naar het klooster

Noravank is gebouwd in de nauwe kloof van de kleine rivier de Amaghou, een zijrivier van de Arpa, ten oosten van de Armeense hooglanden in de Kleine Kaukasus. Het complex ligt op een hoogte van 1550 meter op een rotsachtige vlakte in wat lijkt op een kleine vallei, acht kilometer van de ingang van de kloof, en wordt omringd met okerkleurige en grijze kalkstenen kliffen.
Het klooster ligt drie kilometer ten noordoosten van het plaatsje Amaghou, op het grondgebied van de plattelandsgemeenschap Areni (ten noorden van Noravank), niet ver van de stad Eghegnazor. Het is gebouwd op het grondgebied van de huidige provincie Vayots Dzor, in het zuiden van Armenië. Yerevan, de hoofdstad van Armenië, ligt op een afstand van ongeveer 120 kilometer.
Historisch gezien ligt Noravank in het kanton Vayots Dzor van de provincie Syunik, een van de vijftien historische provincies van Armenië, volgens de vijftiende-eeuwse geografe Anania de Shirak.

## Geschiedenis
De kloof waarin Noravank ligt, is al bewoond sinds het neolithitische tijdperk, zowel bij de grot van Magil, de grootste in Armenië, als bij andere, kleinere grotten.
Volgens de historicus en Armeense bisschop Stépanos Orbélian, die leefde in de tweede helft van de 13e eeuw, zou het klooster in 1105 gesticht zijn door Hovhannès, bisschop van Vahanavank, die ook de eerste kerk (Sourp Karapet) gebouwd zou hebben. Hovhannès zou eerder van de Seltsjoekse sultan Mahmud de rechten op de toekomstige nederzetting gekregen hebben. Deze waren met hulp van de sultan van een plaatselijke emir afgedwongen, nadat Hovhannès de zoon van de sultan had genezen. Het schijnt dat in werkelijkheid de eerste kerk, Sourp Karapet, die tegenwoordig een ruïne is, uit de 9e en 10e eeuw dateerde. Wel zou aan Hovhannès de wederopbouw van het klooster kunnen worden toegeschreven, hij liet een groep monniken zich er vestigen.

Syunik (of Siounie) in het zuidwesten van Armenië onder de Zakariërs, rond 1203

Het klooster kwam echter pas tot ontwikkeling in de tijd van de Zakariërs, in de 13e en 14e eeuw, onder leiding van de Orbeliaanse familie. Dit waren Georgische grootgrondbezitters afkomstig uit de Armeense familie van de Mamikonian, die in 1175 prinsen van Syunik werden. De prinsen uit dit geslacht zijn de opdrachtgevers voor de huidige gebouwen van het klooster. Hier bevindt zich bovendien hun mausoleum. Ondanks de schade, die werd veroorzaakt door een aardbeving in 1340, werd het klooster vervolgens een belangrijk religieus en cultureel centrum, vlak bij het klooster van Gladzor, en een residentie voor de bisschoppen van Syunik. Het scriptorium staat bekend als lichtend voorbeeld van de Syunik-school als het gaat om de productie van miniaturen in de 14e eeuw, met inbegrip van de architect Momik.
De aanwezigheid van een geloofsgemeenschap bleef gehandhaafd tot ergens in de 19e eeuw (in de 17e en 18e eeuw werden vestingmuren gebouwd), totdat in 1840 een nieuwe aardbeving aanzienlijke schade veroorzaakte aan het klooster, waarna in 1931 nog een derde aardbeving volgde.
De eerste herstelwerkzaamheden vonden plaats in de Sovjettijd, in 1948-1949. De tweede herstelfase begon in 1982 en door met name de financiële hulp van Dikran Hadjetian, lid van de Armeense diaspora in Canada, werd deze in 1999 voltooid, toen Noravank weer voor publiek werd opengesteld. Zo werd in deze fase de koepel van de Sourp Astvastsatsin met de nog bestaande onderdelen gereconstrueerd, dankzij het werk van de Armeense commissie voor de monumentenbescherming aan de hand van een model waarin de onderlinge samenhang te zien was tussen de verschillende stenen waar de koepel uit bestond.
Noravank is op 25 augustus 1996 door Armenië toegevoegd aan de genomineerde lijst van het UNESCO-werelderfgoed met de criteria i, iii, vi, vii en ix en de titel 'Noravank klooster en de Boven-Amaghou-vallei'. Noravank is nu een van de vijf belangrijkste toeristische trekpleisters van het land, samen met Garni, Zvartnots, de historische stadsdelen van Gyumri, en Khor Virap. In 2008 werden op de locatie voor toeristen informatieborden geplaatst over het klooster en de kloof waarin deze zich bevindt (de grot van Magil, fauna, flora, enz.).

## Gebouwen
Bij het klooster horen de kerk Sourp Karapet en zijn gavit, de kerk Sourp Grigor en de kerk Sourp Astvatsatsin. Het geheel wordt gecompleteerd door de ruïnes van verschillende gebouwen, zoals een herberg, gebouwd tussen 1273 en 1290, de 18e-eeuwse woon- of dienstverblijven en kleine kapellen, diverse chatsjkar (door Mornik zelf vervaardigd, daterend uit 1308, die tegenwoordig bewaard wordt in Etchmiadzin) en door de vestingmuren uit de 17e en 18e eeuw. De plek telt daarnaast een aantal grafstenen met inscripties, zowel binnen als buiten de gebouwen.

### Sourp Karapet en zijn gavit
De belangrijkste kerk van het klooster is Sourp Karapet ('St. Johannes de Doper'), waarvan alleen nog de eerste versie uit de 9e en 10e eeuw als ruïne bestaat, gelegen aan de zuidkant van de huidige kerk. De kerk bestond uit een enkelvoudig kerkschip met een tongewelf versterkt door vier spanten, aangevuld met twee kapellen aan de zuidkant, eveneens met enkelvoudig schip.
De huidige gelijknamige kerk, Sourp Stepanos ('Sint Stefanus'), werd gebouwd door prins Liparit Orbélian en de bisschop Sargis tussen 1216-1223 (of 1221-1227). Het is een kruiskoepelkerk met een gesloten koepel en vier hoekkapellen met twee verdiepingen. Blijkens een oude replica had de kerk een achthoekige tamboer waarop een koepel stond. De tamboer en de koepel werden beide in 1840 verwoest en tijdens de restauratie vervangen door een cilindervormige tamboer en een conische koepel. De aankleding is sober: aan de binnenzijde zijn er maar drie Griekse kruizen en driepassen die de kapitelen van de halfzuilen sieren. Aan de buitenzijde zijn er slechts twee nissen en de omlijstingen van de twee vensters aan de oostelijke zijde.

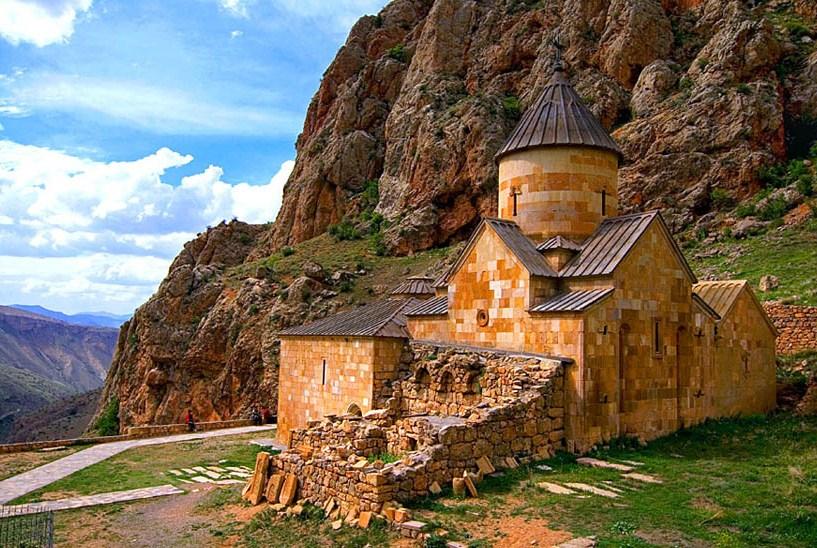
Vanaf het zuidwesten gezien, van links naar rechts: gavit, ruïnes van de eerste kerk, Sourp Karapet, Sourp Gregorius
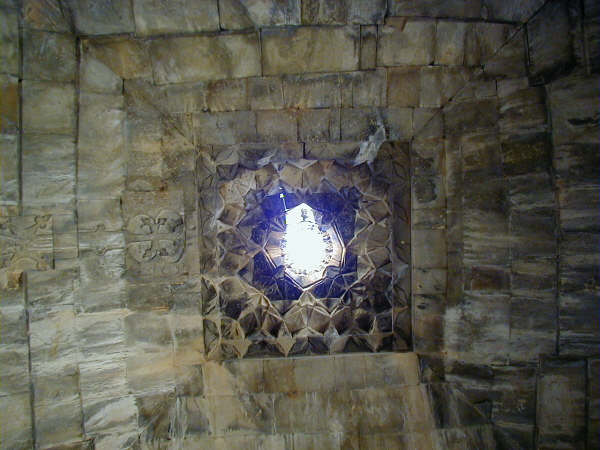
Vierkant middendeel van de gavit, versierd met stalactieten en met een dakvenster (erdik) in het midden

De rechthoekige gavit werd waarschijnlijk kort na Sourp Karapet gebouwd en werd destijds hoogstwaarschijnlijk voorzien van vier zuilen. In 1261 zijn onder prins Smbat Orbélian echter grote veranderingen uitgevoerd, getuige de halfzuilen tegen de muren. Deze worden halverwege onderbroken door een band met een inscriptie van de prins. Hierop rust het dak van het gebouw, ondersteund door een kruisgewelf. Dit kruisgewelf bestaat uit vier hoeken en een middendeel, voorzien van stalactieten en een venster. Op het onderste gedeelte van de noordelijke hoek van het dak, mogelijk afkomstig van de oude gavit, is een ruiter afgebeeld die met een sabel op een leeuw jaagt. De gavit herbergt enkele graven van de Orbélians (waaronder die van de historicus en bisschop Stépanos) en monniken, evenals enkele chatsjkar. Het bouwwerk staat echter bekend om de ornamenten aan zijn westelijke gevel, 'opmerkelijk om zijn artistieke kwaliteit en iconografische originaliteit', bestaande uit twee boven elkaar geplaatste timpanen. Deze zijn gemaakt na 1261 en vaak ten onrechte toegeschreven aan Momik (volgens deze foute toeschrijving zouden ze dateren uit 1321, terwijl ze stilistisch gezien dichter bij het einde van de 13e eeuw liggen).
Het onderste, halfronde timpaan is geplaatst boven de ingang van de gavit en daarop is een Maagd met kind afgebeeld, omgeven door een inscriptie en een dubbele rij driepassen. De Maagd en het kind staan in het midden, met boven hen een duif, en een leeuw en een vogel aan hun voeten.
Zij worden rechts omringd door de profeet Jesaja en links door een personage dat de profeet Micha of de heilige Johannes de Doper zou kunnen zijn. Ook zou het de profeet Ezechiël kunnen voorstellen. Dit timpaan, versierd met bloemmotieven, is 'een uitstekend voorbeeld van "moderne" beeldhouwkunst'.
Het bovenste timpaan, met de spitse bovenkant, overspant dubbele ramen. In het midden staat God in de vorm van de 'Oudheid van de Dagen', met een statisch gezicht en amandelvormige ogen, die Adam naar zijn evenbeeld schept. Een duif schenkt hem de adem des levens. Aan de linkerzijde is hij omgeven door een tafereel van een kruisiging, met de Maagd en de profeet Daniël en rechts door een serafijn en een citaat uit het boek Daniël (VII, 9). Deze compositie weerspiegelt 'een briljante theologische gedachte: het roept de schepping op van Adam, bezield door de goddelijke adem en herinnert eraan dat de mensheid die door de zonde van de eerste mens verloren is gegaan, gered zal worden door het offer van Christus aan het kruis', en geeft zo de exacte positie van de Armeense Kerk ten opzichte van de Drie-eenheid weer.

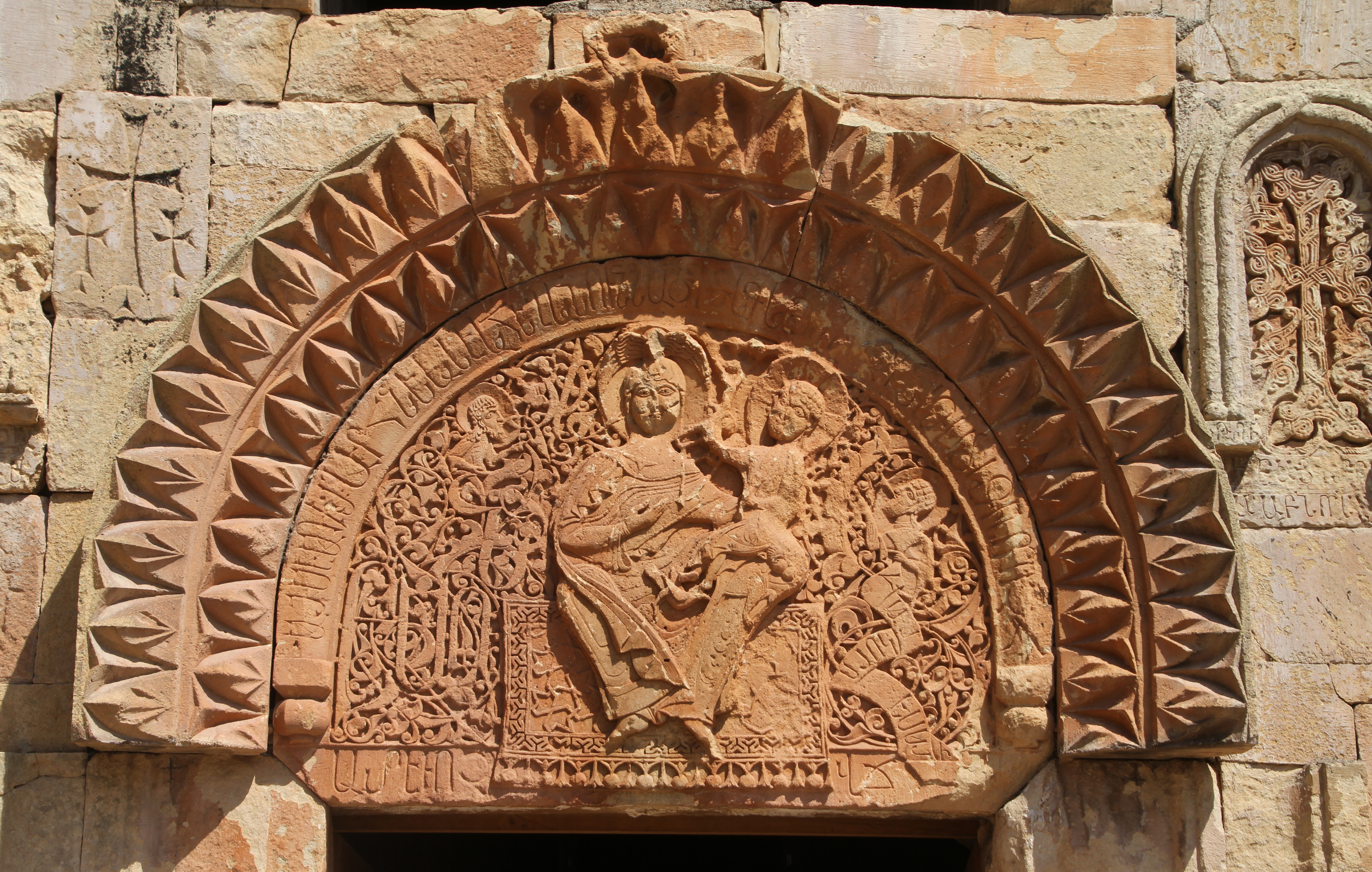
Onderste timpaan
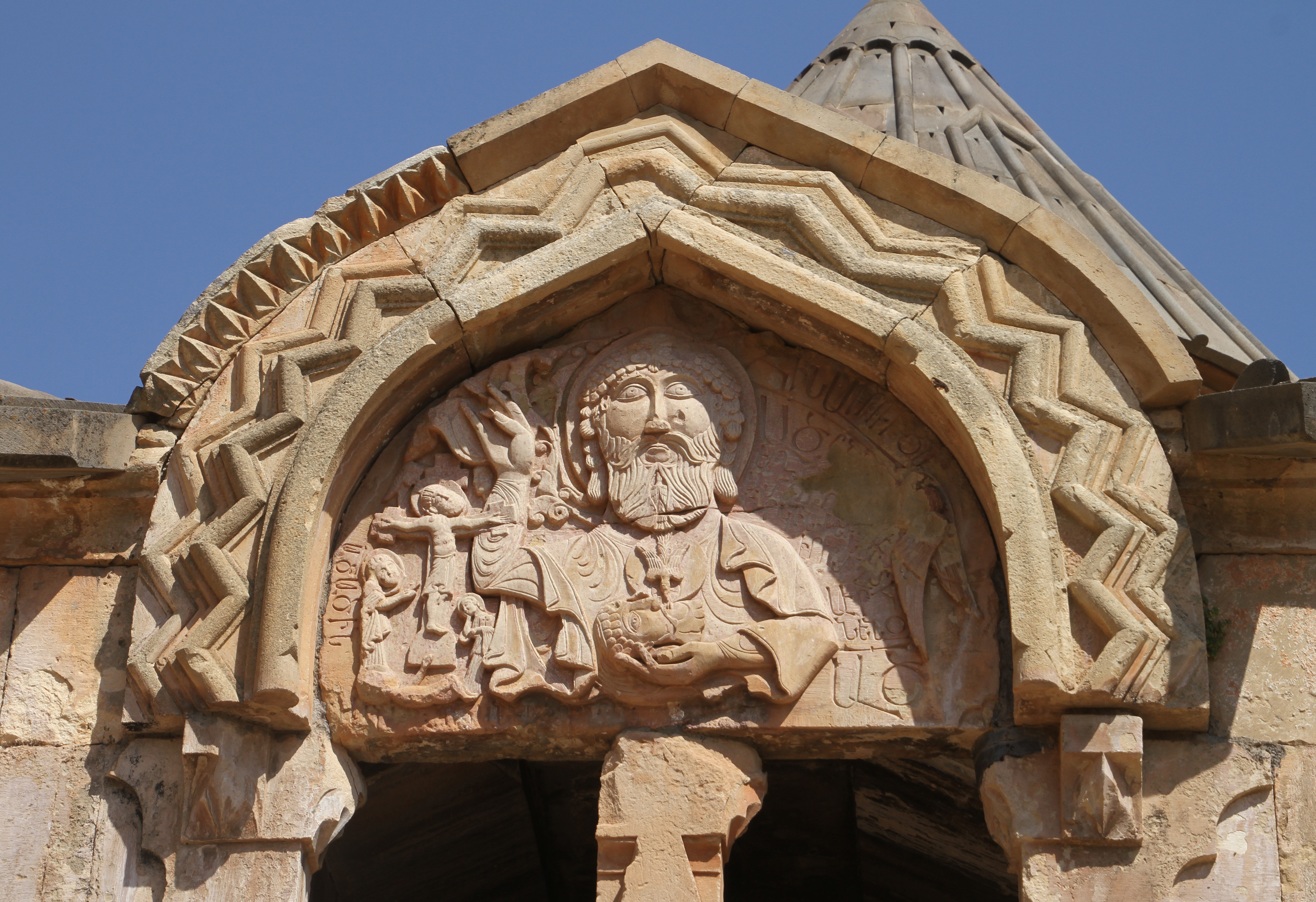
Bovenste timpaan

### Sourp Grigor
De Sourp Grigor-kerk ('St. Gregorius'), of kapel van Smbat Orbélian (zijn graf bevindt zich in de kerk), werd gebouwd in 1275 door de architect Siranes, ten noorden van Sourp Karapet, in opdracht van de broer van Smbat, Tarssayitj Orbelian. Deze kerk bestaat uit een enkelvoudig kerkschip met een tongewelf met spanten en een halfrond altaar aan de oostkant, dat omringd wordt door chatsjkars en sculpturen van duiven. In de kerk zijn overblijfselen van fresco's nog steeds zichtbaar. Sourp Grigor bevat graven van meerdere leden van de Orbeliaanse familie, waaronder die van de zoon van Tarssayitj, Elikum, de broer van Stepanos, die in 1300 overleed. Zijn grafsteen toont een leeuw: een inscriptie legt uit dat de prins tijdens gevechten 'brulde als een leeuw'. Boven de ingang (aan de westzijde) van de kerk bevindt zich een timpaan.

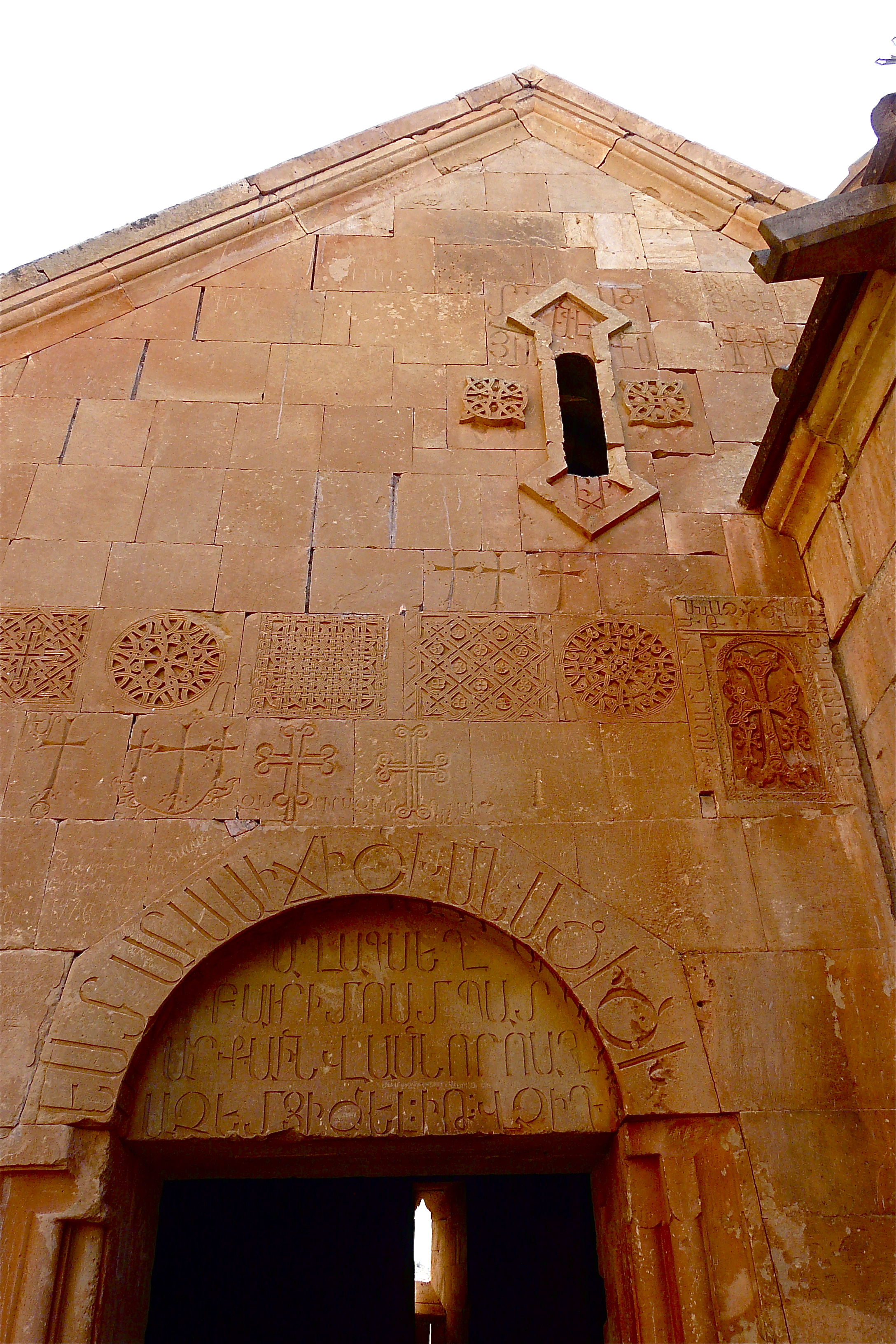
Westelijke gevel
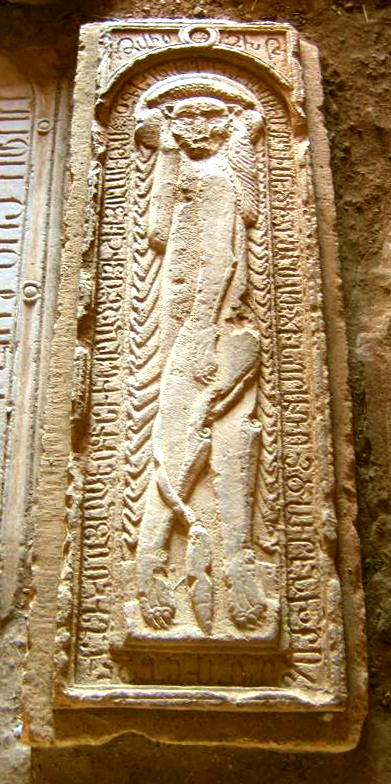
Grafsteen van Elikum Orbelian

### Sourp Astvatsatsin
De Sourp Astvatsatsin-kerk ('Heilige Moeder Gods') is gebouwd tussen 1331 en 1339 zuidoostelijk van de groep van Sourp Karapet volgens de plannen van Momik (die overleed in 1333, voor de voltooiing van de kerk. Zijn gedenksteen uit 1339 ligt tegen de zuidelijke gevel van het gebouw). Deze kerk staat ook bekend als Burtelashen ('gebouwd door Burtel'), genoemd naar zijn opdrachtgever Burtel Orbelian en diende tevens als kerk/mausoleum van hem en zijn familie. Het gebouw bestaat uit drie niveaus. Het eerste niveau is rechthoekig en toegankelijk van buitenaf door zes treden af te dalen. Hier is het mausoleum. Het tweede niveau, dat van buitenaf bereikbaar is via treden die tegen de westelijke gevel aangebouwd zijn, heeft het grondplan van een kruis en is de eigenlijke kerk. Het derde niveau wordt gevormd door de koepel, ondersteund door een rond geheel van twaalf zuilen waarvan er drie zijn gebeeldhouwd, wat uniek is voor de Armeense architectuur. Ze tonen een Maagd met kind, omringd door de opdrachtgever die haar zijn kerk toont en zijn zoon. Dit derde niveau is in 1840 verwoest en in 1997 herbouwd op basis van oorspronkelijke onderdelen.

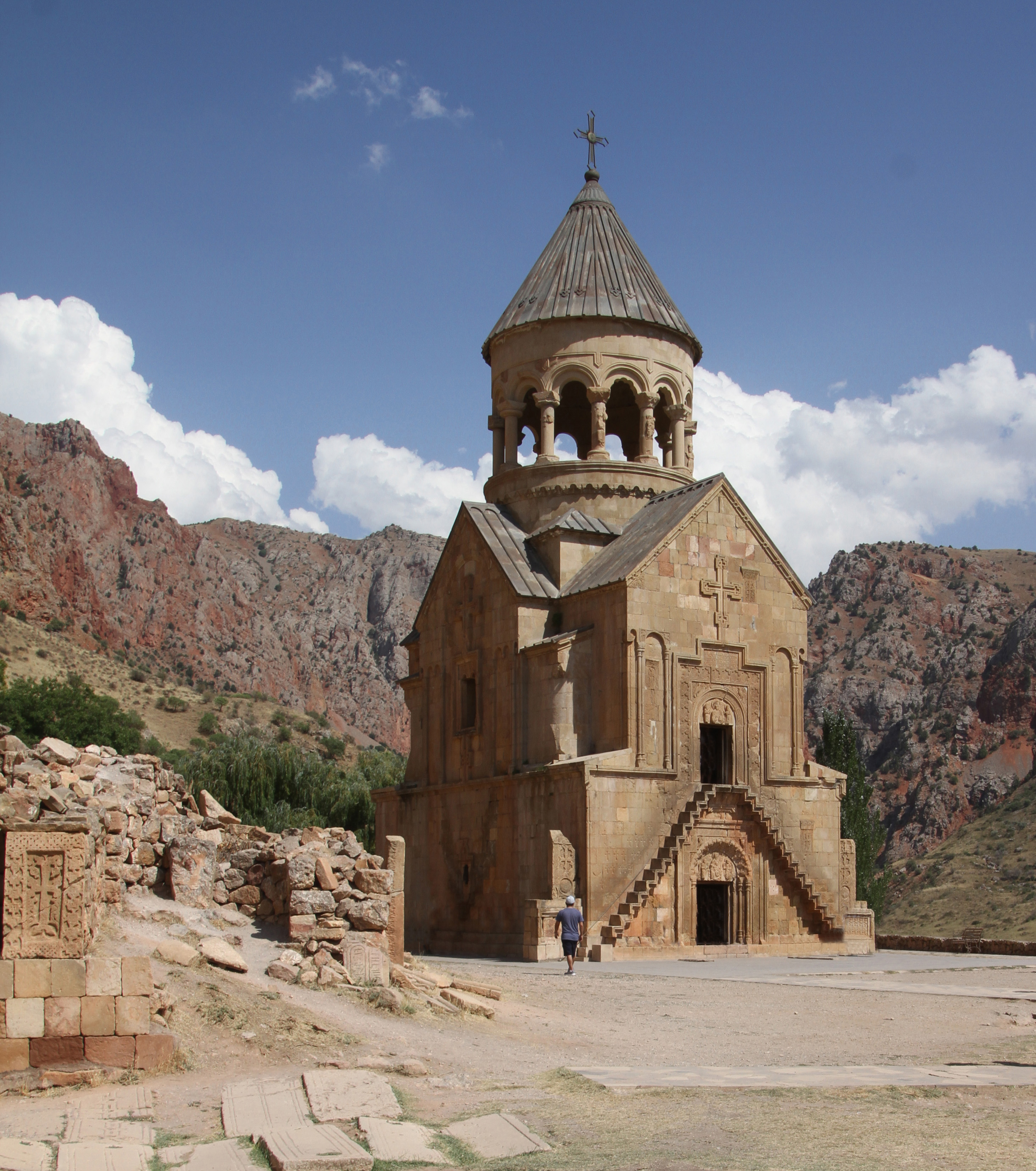
Noordelijke en westelijke gevel
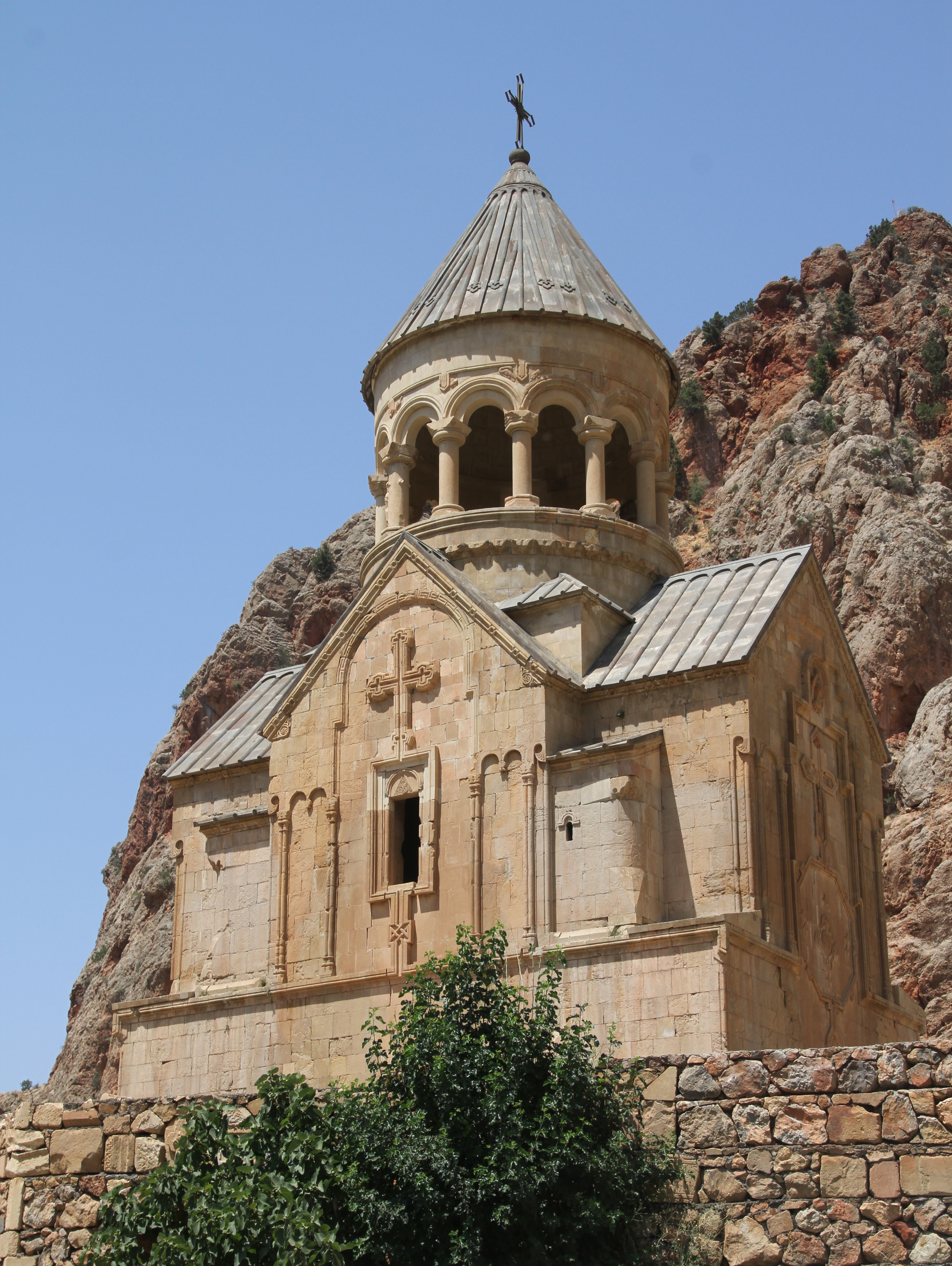
Zuidelijke gevel
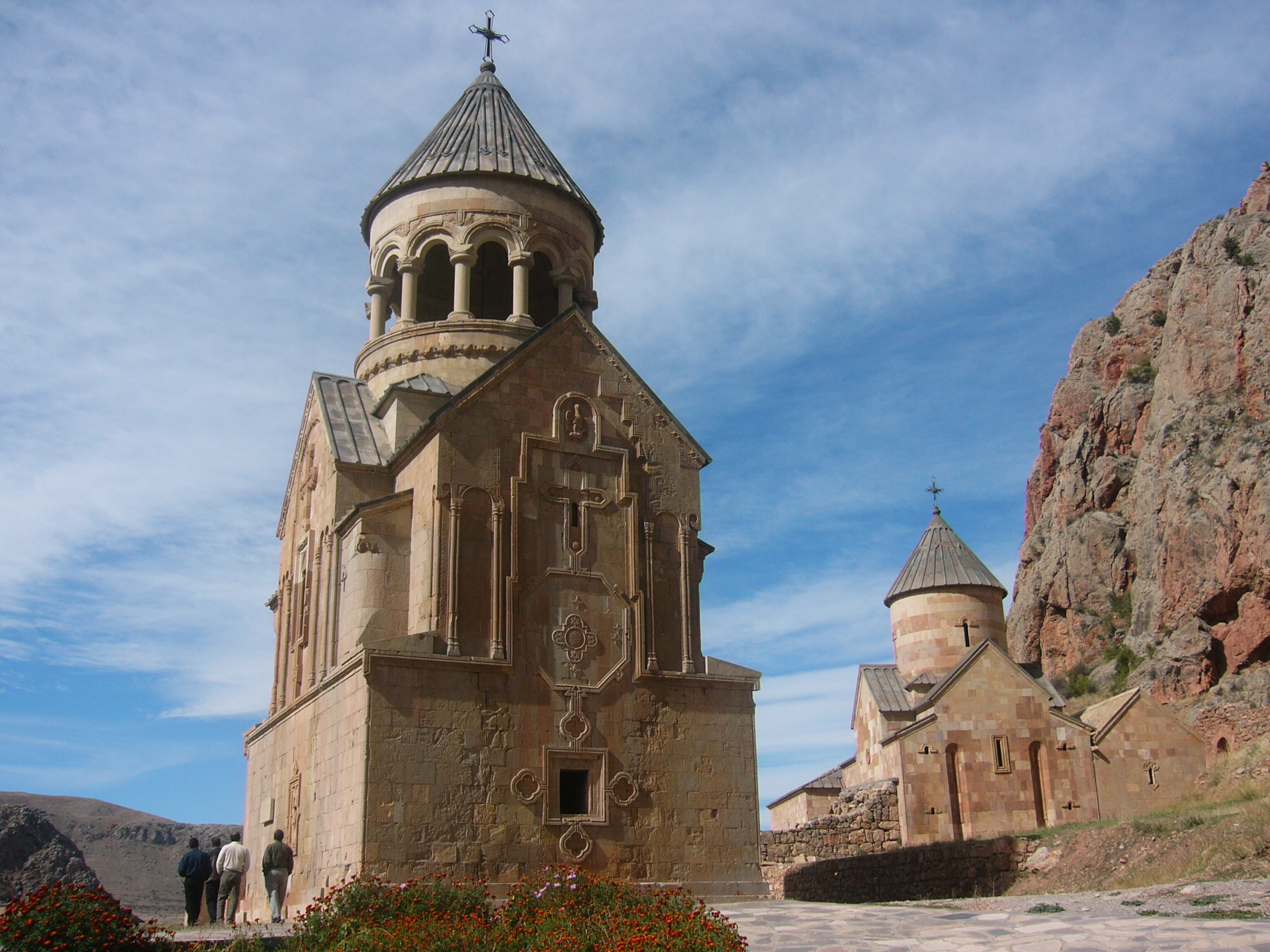
Oostelijke gevel

De gebeeldhouwde decoratie is 'buitengewoon rijk'. Binnen door de symbolen van de evangelisten op de begane grond of met de afbeelding van Christus omringd door engelen in een apsis dat uitkijkt op het altaar van de eerste verdieping. Buiten door de composities van de gevels en deuren aan de westelijke gevel. Deze deuren zijn omlijst met rechthoekige randen, zuilen, geometrische figuren, duiven en zeemeerminnen, en zijn voorzien van timpanen, met haut-reliëfs op een lege achtergrond: Het onderste timpaan toont de Maagd met kind, met om hen heen de aartsengelen Gabriel en Michaël.
Iconografisch en stilistisch gezien blijft dit dicht bij de Byzantijnse traditie (hodigitria, of Maagd op de troon).
Het bovenste timpaan laat Christus zien, omringd door de apostelen Petrus en Paulus.

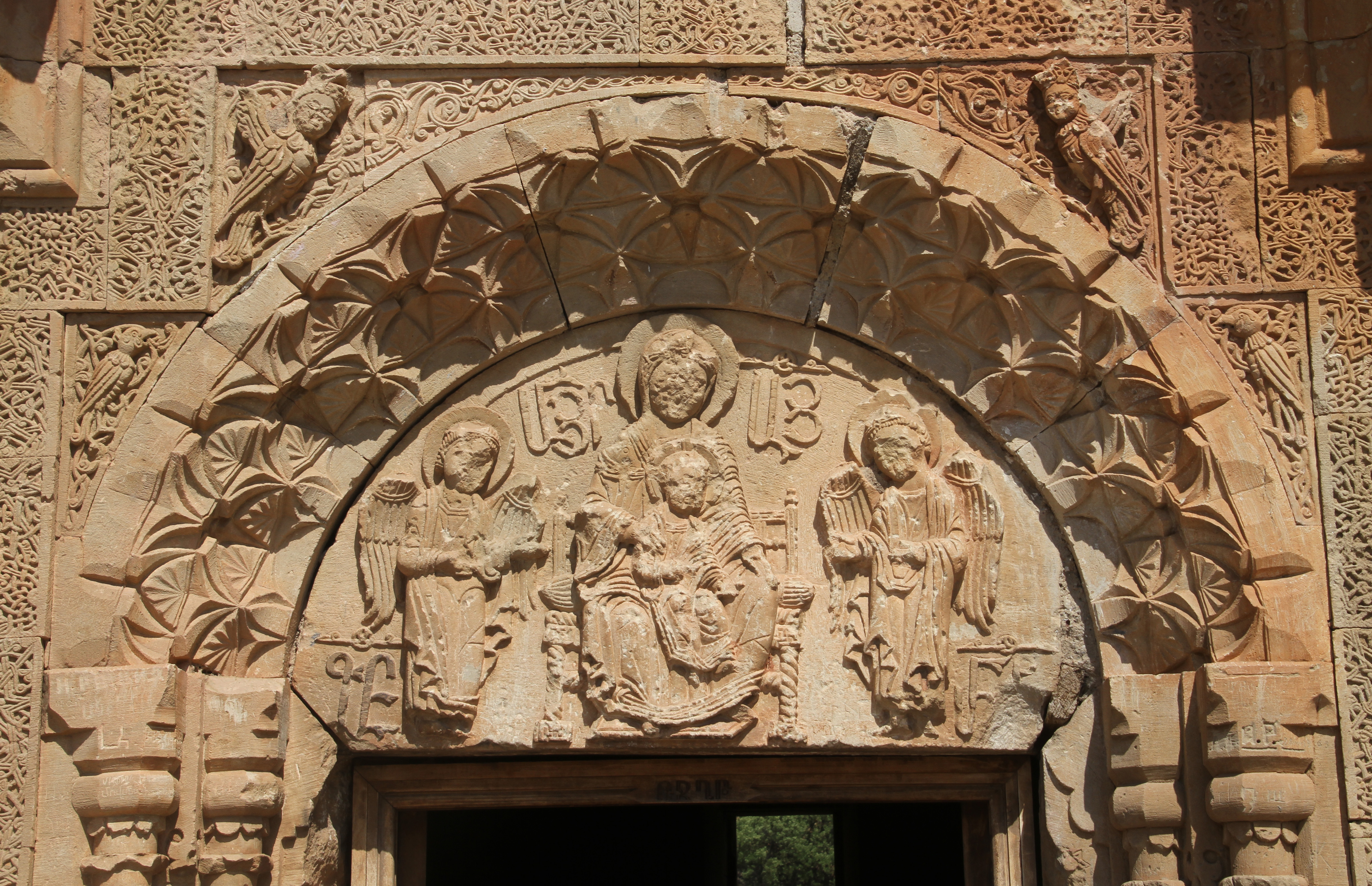
Onderste timpaan
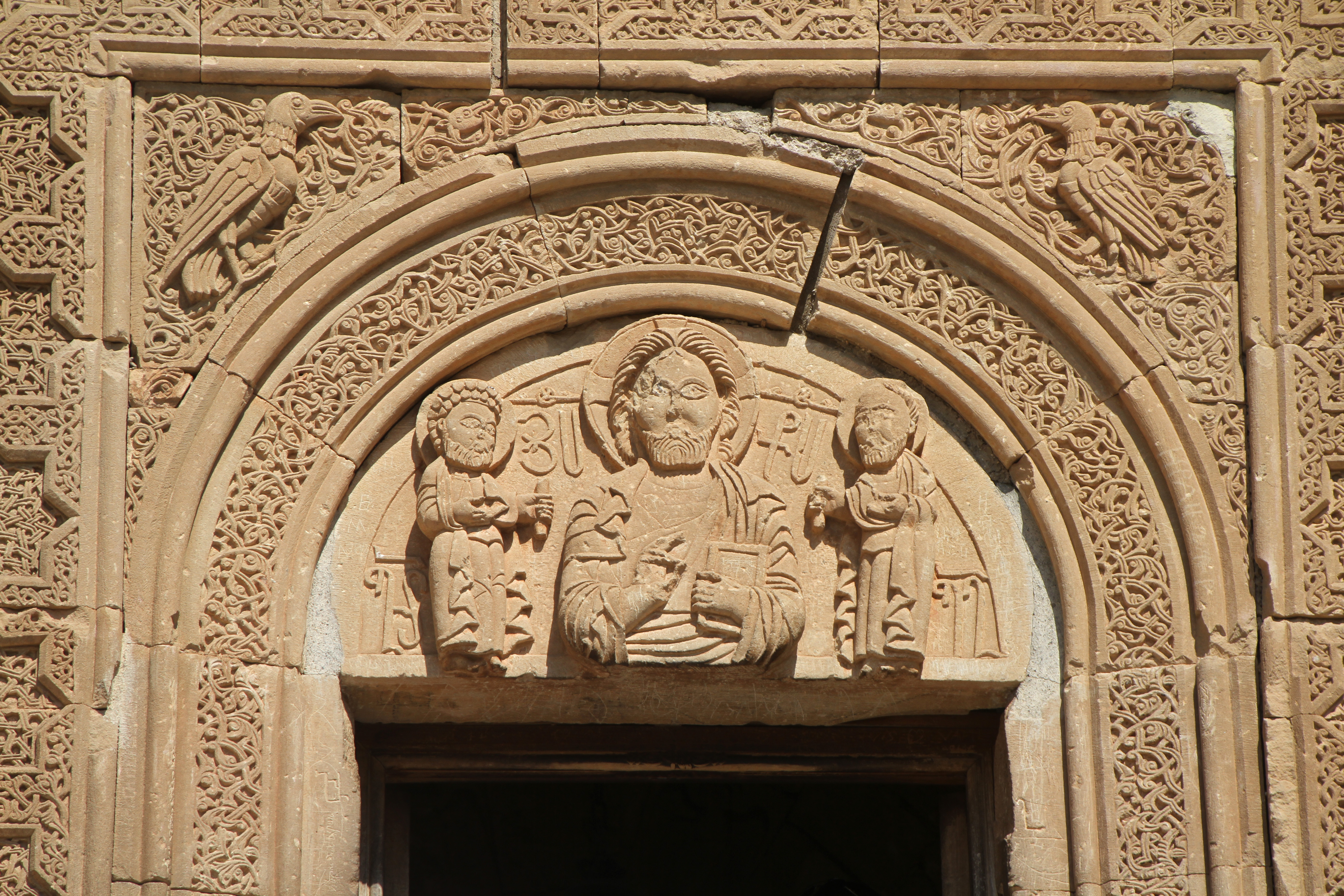
Bovenste timpaan